# Kostel svatého Jiří (Blansko)
Kostel svatého Jiří je římskokatolický kostel v Blansku u Kaplice v Jihočeském kraji. Byl farním kostelem blanenské farnosti, po jejím zrušení na konci roku 2019 je filiálním kostelem farnosti Kaplice. Kostel je spolu se sousední farou chráněn jako kulturní památka.
První písemná zmínka o kostele pochází z roku 1359, kdy byl uveden jako farní. V polovině 16. století proběhla přestavba v pozdně gotickém slohu. V roce 1735 byl kostel zbarokizován, roku 1857 byla vedle kostela dostavěna fara a následujícího roku i škola.